# Barbara Lottermoser
Barbara Lottermoser (* 1906; † 1972) war eine deutsche Bildhauerin.

## Leben und Werk
Zu Herkunft und Ausbildung Barbara Lottermosers wurden nahezu keine Informationen gefunden. Sie nahm Ende der 1920er Jahre in Dresden an der Volkshochschule Malkurse bei Ewald Schönberg und absolvierte später eine akademische Ausbildung zur Bildhauerin. Danach arbeitete sie freischaffend in Dresden. Das Adressbuch verzeichnete sie ab 1936 als „Bildh.“ mit Arbeitsraum in der Nöthnitzer Straße 30 und 1943/44 als „akad. Bildh.“ mit Arbeitsraum Altenzeller Straße 31, wo sie auch nach 1945 arbeitete.
In der Zeit des Nationalsozialismus war Barbara Lottermoser Mitglied der Reichskammer der bildenden Künste. 1940 annoncierte sie im Deutschen Reichsadressbuch „Führerbüsten, plast. Hoheitsadler, Führerbilder“, die sie „seit Jahren an Behörden, Großbetriebe usw“ liefere (Band 8, S. 814).
Auch nach dem Ende des NS-Staats war Barbara Lottermoser in Dresden als Bildhauerin tätig. Sie galt in der DDR aber wohl wegen ihrer Vergangenheit als suspekt. Sie wurde nicht in den Verband Bildender Künstler der DDR aufgenommen und von ihr zur Dritten Deutschen Kunstausstellung eingereichte Arbeiten wurden nicht gezeigt. Eisolds Lexikon Künstler in der DDR verzeichnet sie nicht.

## Werke (Auswahl)
- Thomas Graham (1932, Bronzeplakette mit Bildnis)[2]
- Bäuerin, aufs Feld eilend (1952, Lindenholz)[3][4]
- Braunbär (1952, Gips)[5][4]
- Porträt Peter (1952, Keramik)[6][4]

## Ausstellungen (unvollständig)

### Einzelausstellungen
- 1936: Dresden, Josephinenstraße 7 (Atelierausstellung mit dem Modelltischler Rudolf Schmidt, der Steingutmalerin Ella Hauptmann und dem Maler Otto Kern)
- 1939: Dresden, Staatliche Kunstgewerbebibliothek (mit Hanna Hausmann-Kohlmann)
- 1949: Dresden, Grünes Haus (mit Johannes Heinrich Fischer, Kurt Scheibe und Konstantin Ziegler)

### Beteiligung an Ausstellungen
- 1933: Dresden, Brühlsche Terrasse („Die Kunst dem Volke“)

- 1934: Dresden, Brühlsche Terrasse („Sächsische Kunstausstellung“)
- 1936 und 1939: Dresden, Brühlsche Terrasse und Städtische Kunsthalle („Kunstausstellung Dresden“)
- 1937: Dresden, Städtische Kunsthalle („Sommerausstellung“ des Deutschen Künstler-Verbands Dresden und der Deutschen Künstlervereinigung Dresden)
- 1939: Dresden, Ausstellungsgelände der Stadt Dresden („Kunst und Technik“)